# Estación de Almorchón
Almorchón es una estación ferroviaria situada en el municipio español de Cabeza del Buey, en la provincia de Badajoz (Extremadura). Dispone de servicios de Media Distancia operados por Renfe. Las instalaciones forman parte de la red de Adif y cumplen con funciones logísticas.
Tradicionalmente la estación ha constituido un importante nudo ferroviario en el que confluyen dos líneas férreas: la Ciudad Real-Badajoz y la Córdoba-Almorchón. Esto supuso que Almorchón contase con unas importantes instalaciones ferroviarias —que incluían un depósito de locomotoras— y de todo un poblado que se articuló en torno a la estación. Así mismo, muchos trenes de pasajeros realizaban parada en la estación. Sin embargo, en los últimos tiempos la pérdida de tráfico ha significado que el nudo de Almorchón haya perdido importancia dentro de la red ferroviaria española.

## Situación ferroviaria
La estación, que se encuentra a 509,37 metros de altitud, forma parte de los trazados de las siguientes líneas férreas:
- Línea férrea de ancho ibérico Ciudad Real-Badajoz, punto kilométrico 331,7.[3]
- Línea férrea de ancho ibérico Almorchón-Mirabueno, punto kilométrico 0,4.[3]

En ambos casos el trazado es de vía única y sin electrificar.

## Historia
La estación fue inaugurada el 29 de noviembre de 1866 con la apertura del tramo Veredas-Almorchón de la línea que buscaba unir Ciudad Real con Badajoz. La Compañía de los ferrocarriles de Ciudad Real a Badajoz fue la impulsora de la línea y su gestora hasta el 8 de abril de 1880, fecha en la cual fue absorbida por MZA. No fue esta la única línea en llegar a la estación, ya que en 1868 se había concluido la construcción del trazado entre Almorchón y Belmez que daba salida al carbón en la zona cordobesa. Esto convirtió a la estación en un nudo ferroviario de cierta importancia.  
En 1941, la nacionalización del ferrocarril en España supuso la desaparición de MZA y su integración en la recién creada RENFE. El nudo ferroviario siguió gozando de gran importancia hasta la década de 1970, cuando el cierre de la reserva de tracción vapor y sobre todo la clausura al tráfico de viajeros de la línea que enlazaba con Córdoba iniciaron el declive de la estación. Desde enero de 2005, con la extinción de la antigua RENFE, Renfe Operadora explota la línea mientras que Adif es la titular de las instalaciones ferroviarias. 

## La estación

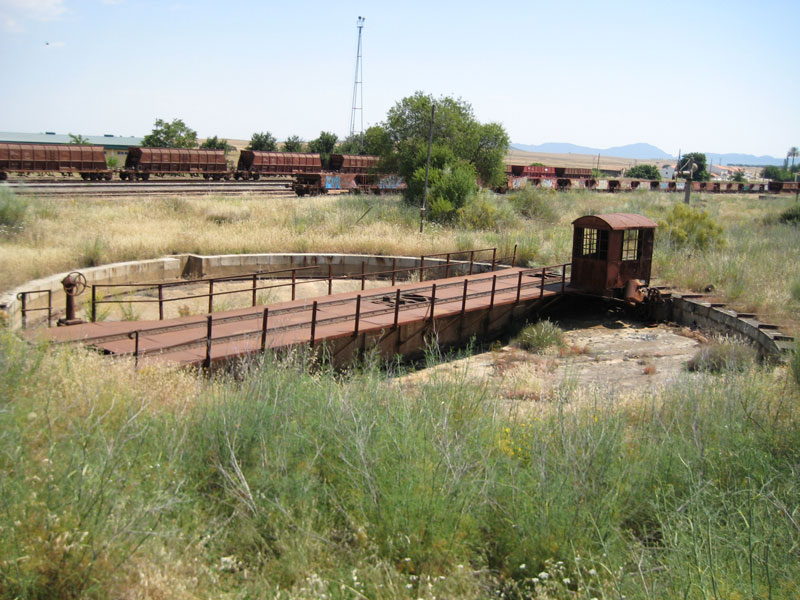
Antiguo puente giratorio del Depósito de locomotoras, en 2008.

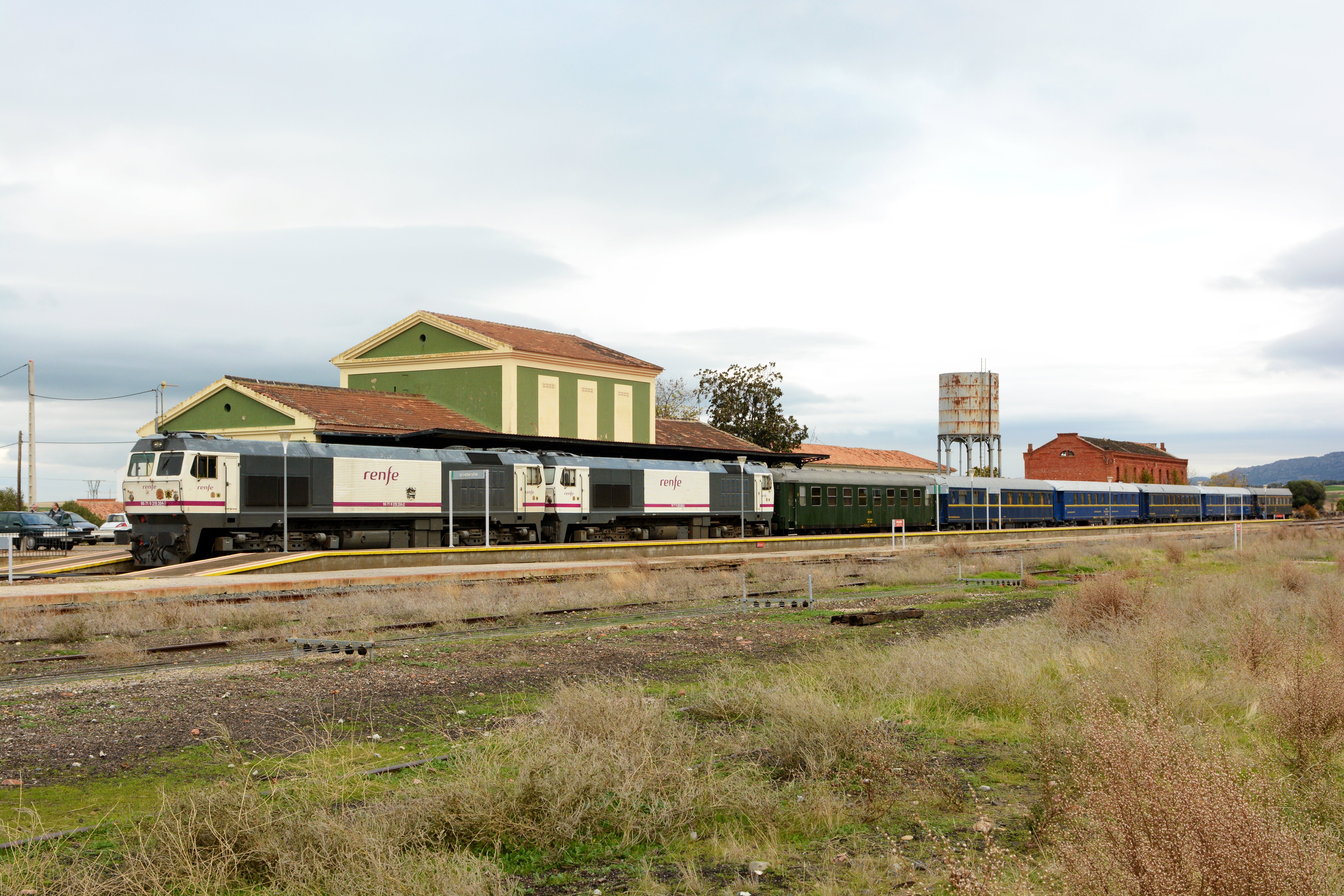
Un tren especial detenido en la estación, en diciembre de 2016.

Las instalaciones ferroviarias están situadas al norte del Almorchón, localidad que creció al ritmo del ferrocarril. Fruto de su importancia pasada, su edificio para viajeros posee cierta envergadura y está formado por un bloque central de dos pisos y dos anexos laterales de una planta. En su última restauración la estación ha sido repintada de verde y blanco. Cuenta con tres andenes, uno lateral y dos centrales al que acceden tres vías. Dentro del complejo ferroviario se conservan el puente giratorio perteneciente al antiguo depósito de locomotoras, aguadas, fosos, carboneras, y antiguos edificios usados por los empleados del ferrocarril. 
La estación posee Bloqueo Telefónico (BT) y señales mecánicas. Sus colaterales son Cabeza del Buey y Castuera. No obstante, por el hecho de estar sin personal, no es posible el cruce de los trenes al no tener instalado el Bloqueo de Liberación Automático en vía Única (BLAU), salvo que se desplace personal de circulación a la estación.
En 2022, el Gobierno autorizó la supresión del bloqueo telefónico entre la estación de Brazatortas-Veredas y la de Villanueva de la Serena, tramo al que pertenece la estación.

## Servicios ferroviarios

### Media Distancia
Los trenes de Media Distancia operados por Renfe tienen como principales destinos las ciudades de Alcázar de San Juan, Ciudad Real, Puertollano, Mérida y Badajoz.
| Línea MD | Trenes             | Origen/Destino                              |  | Destino/Origen |
| -------- | ------------------ | ------------------------------------------- |  | -------------- |
|          | Regional Exprés    | Puertollano                                 |  | Mérida Badajoz |
|          | Regional Exprés    | Cabeza del Buey                             |  | Mérida Badajoz |
|          | MD Regional Exprés | Alcázar de San Juan Ciudad Real Puertollano |  | Mérida Badajoz |